# Anthrology: No Hit Wonders (1985-1991)
 Anthrology: No Hit Wonders (1985-1991) è una raccolta di brani di grande successo della band Anthrax, che è centrata intorno al 2005 formazione réunion (vedi anche Alive 2), che include l'attuale cantante Joey Belladonna e l'ex chitarrista Dan Spitz. Questo disco presenta solo canzoni realizzate in studio dalla band all'epoca di Joey Belladonna, che ha avuto inizio con la Armed and Dangerous e si è conclusa con Attack of the Killer B's.
Questo album è stato pubblicato in versioni separate su CD e DVD. La versione CD è composta di due dischi. Tutti i brani presenti sul CD di questa edizione sono stati rimasterizzati. La versione su DVD di questo album è denominata Anthrology: No Hit Wonders (1985-1991) The Videos, e presenta tutti i video Anthrax pubblicati durante il mandato di Joey Belladonna con la band. Sia il titolo che la copertina sembrano essere riferimenti a The Beatles Anthology. Nessuna delle canzoni del loro album di esordio Fistful of Metal è stata inclusa.

## Tracce

### Disco 1
1. A.I.R. – 5:45
2. Lone Justice – 4:36
3. Madhouse – 4:17
4. The Enemy – 5:24
5. Armed and Dangerous – 5:43
6. Medusa – 4:44
7. Gung-Ho – 4:37
8. Among the Living – 5:15
9. Caught in a Mosh – 4:58
10. I Am the Law – 5:53
11. Efilnikufesin (N.F.L.) – 4:54
12. A Skeleton in the Closet – 5:30
13. Indians – 5:40
14. Sabbath Bloody Sabbath – 5:33 – cover dei Black Sabbath
15. I'm the Man – 3:02

### Disc 2
1. Be All, End All – 6:23
2. Make Me Laugh – 5:41
3. Antisocial – 4:26 – cover dei Trust
4. Who Cares Wins – 7:38
5. Now It's Dark – 5:36
6. Finale – 5:51
7. Time – 6:52
8. Keep it in The Family – 7:08
9. In My World – 6:26
10. Intro to Reality – 3:24
11. Belly of the Beast – 4:47
12. Got the Time – 2:44 – cover di Joe Jackson
13. Discharge – 4:12
14. Bring Tha Noize – 3:31 – con i Public Enemy
15. Antisocial – 4:26

## Tracce del DVD
1. "Metal Thrashing Mad (Live In Germany)"
2. "Madhouse"
3. "Indians"
4. "Armed and Dangerous (Live In London)"
5. "Among the Living (Live In London)"
6. "Caught In A Mosh (Live In London)"
7. "I Am The Law"
8. "I'm the Man"
9. "Antisocial"
10. "Who Cares Wins"
11. "Belly Of The Beast"
12. "Got The Time"
13. "In My World"
14. "Bring The Noise" (con i Public Enemy)

- The DVD also contains the following three bonus tracks:

1. "Antisocial"
2. "Madhouse (MTV Version)"
3. "I'm the Man (Live)"

## Credits
- Joey Belladonna – voce
- Dan Spitz – chitarra
- Scott Ian – chitarra, voce secondaria
- Frank Bello – basso
- Charlie Benante – batteria